# Katerina Bilokur
Katerina Bilokur, també Kateryna Bilokur (nom complet en ucraïnès: Катерина Василівна Білокур, Katerina Vassílivna Bilokur, poble de Bohdànivka, comarca de Piriatin [ara comarca o raion de Boríspil], gubèrnia de Poltava, Ucraïna, Imperi Rus, 7 de desembre [C.J. 24 de novembre] de 1900— el mateix poble de Bohdànivka, comarca o raion de Iahotín [ara de Boríspil], óblast de Kíiv, RSS d'Ucraïna, 10 de juny de 1961] fou una artista autodidacta ucraïnesa de renom, del gènere del primitivisme o de l'art naïf, que treballava la pintura decorativa popular.
Sobretot, van ser les seves composicions florals en oli sobre tela, extremadament detallades i exuberants, les que li van portar el reconeixement general. Els crítics assenyalaven que «veia l'ànima de les flors».
És a diverses llistes de les dones més il·lustres d'Ucraïna de tots els temps.

## Biografia
La Katerina Bilokur va néixer el 7 de desembre del 1900 a Bohdànivka, un poble a la Ucraïna central, entre Poltava i Kíiv, al si d'una família benestant. El seu pare, Vassyl Iossípovitx Bilokur, posseïa 2,5 dessiatines (unes 2,7 hectàrees) de terra cultivable i una explotació ramadera (vaques i gallines). La Katerina tenia dos germans, en Hrihorii i en Pavló.
Als 6 o 7 anys, la noia ja sabia llegir, però en consell familiar (compost bàsicament per l'avi i el pare), van decidir que no calia enviar-la a l'escola si ja en sabia, de llegir. Això els permetria d'estalviar-se els diners en roba i sabates, tot i la situació benestant de la família.
Va començar a dibuixar de ben petita, però els seus pares ho veien amb mals ulls i li van prohibir aquesta activitat, ja que consideraven que la distreia de filar i altres tasques domèstiques i agrícoles i que perjudicaria les seves possibilitats de contraure matrimoni.
L'artista recordà els seus primers passos en l'art:
| «                                                              | Vaig robar-li un retall de tela blanca a la meva mare i vaig agafar una mica de carbó... I vaig dibuixar alguna cosa a una banda de la tela, la vaig mirar, vaig gaudir del que havia creat, i vaig girar la tela de l'altra costat per fer-hi el mateix. I després vaig rentar aquell trosset de tela i tornem-hi... I un dia... enlloc de pintar un paisatge o alguna cosa que veia, vaig pintar uns ocells imaginaris... Em sentia tan feliç - em vaig alegrar tant d'haver aconseguit inventar-me una cosa així! Vaig mirar aquell dibuix i vaig riure pels descosits... I va ser llavors quan els meus pares em van pillar amb les mans a l'obra. Em van estripar el dibuix i el van llençar l'estufa... «Què t'has begut l'enteniment, nena? Què passaria si algú et veiés fent això? Llavors ni un pobre desgraciat no es voldria casar amb tu!»... Però allà on vagi, faci el que faci, em sorgeixen imatges al cap que simplement he de dibuixar; em persegueixen... La naturalesa m'ha ofès; m'ha sigut tan cruel, dotant-me d'un amor tan gran per aquest art sagrat del dibuix, i després treient-me tota oportunitat d'ocupar-me d'aquest meravellós ofici en la mesura sencera del meu talent! | » |
| — Katerina Bilokur , Катерина Білокур: так малює душа України. | |   |

La noia va continuar pintant d'amagat de la seva família, utilitzant teles i carbó vegetal. Dibuixà escenografies per a un club de teatre fundat per un veí i parent dels Bilokur, en Mikita Tonkonoh. Més tard, la Bilokur també va actuar a l'escenari d'aquest teatre.
L'any 1922 o 1923, es va assabentar de l'existència de l'Escola Tècnica de Ceràmica Artística de Mírhorod i va partir cap allà, emportant-se dos dibuixos: la còpia d'un quadre i un esbós de la casa del seu avi, ja no sobre tela, sinó sobre paper comprat específicament per a aquest propòsit. No la van acceptar a l'Escola Tècnica per manca d'un document que confirmés la finalització de set anys d'escolarització. Decebuda i abatuda per aquest revés, va haver d'emprendre el viatge de 97 kilòmetres de tornada a casa, a peu, naturalment.
Però no va deixar de pintar i dibuixar mai, i més tard va començar a assistir al club de teatre en el que participaven el matrimoni de professors, Ivan i Nina Kalyta (Іван Григорович та Ніна Василівна Калити). Aquests li van regalar el poemari Kobzar, l'obra cabdal del Taràs Xevtxenko, i també a casa d'aquesta parella, va tenir accés a materials professionals com ara pintura a l'oli en tubs i llenços imprimats, ja que a l'Ivan Kalyta era artista aficionat. Abans d'això, havia hagut de fabricar les seves pròpies pintures a partir de les plantes i materials que tenia a mà.
Li van demanar que pintés l'escenografia del teatre i que hi participés com a actriu. Els pares van acceptar la participació de la filla, però amb la condició que el club de teatre no interferís amb les tasques de la llar ni de l'hort. Es diu que allí conegué un jove, l'Oleksandr Kràvtxenko, que li feu la cort, però quan li va portar un ram de flors, ella el va rebutjar, dient-li:na «Si ets tan cruel amb les flors, com pots ser amatent amb mi?» Sempre va pintar només flors vives; mai en va arrencar cap ni una.
Altres nois també li feien la cort, però quan els hi demanava si la permetrien continuar pintant, tots deien que no,  iper això, ella mai no es va casar. El seu pare li va trobar un pretendent, però ella va agafar els diners que havia pogut acumular fent feines brodats i costura, i va fugir a Kàniv, on va visitar la tomba del Xevtxenko. Allí va plorar i li va suplicar al Xevtxenko que li donés consell. Aleshores va jurar que se dedicaria a l'art. Seria artista, ni que fos vella, ni que fos per un dia, ni per una hora, però seria artista. Va tornar a casa, es disculpà davant del pare, que la va permetre pintar un cop a la setmana, els diumenges després d'acabada tota la feina.
El grup de teatre va posar en escena Natalka Poltavka, de l'Ivan Kotliarevskyi, una obra d'en Hrihorii Kvitka-Osnoviànenko, i algunes de l'Ivan Karpenko-Kary i de l'Ivan Tohobotxnyi, entre d'altres. Entre els 24 i els 26 anys, la Bilokur interpretava principalment «senyores joves», ja que era massa gran per fer de fadrina.
El 1928, quan tenia 28 anys, la Bilokur es va assabentar d'una convocatòria d'estudiants de l'Escola de Teatre de Kíiv i va decidir provar sort. Però la situació es repetí: fou rebutjada de nou pel mateix motiu, ço és, manca d'estudis.
El novembre del 1933 o 1934, la seva mare, Iakilina, la va escridassar per enéssima vegada per la seva «obsessió» amb l'art, dient-li: «hagués sigut millor que hagueres nascut invàlida, perque ens fas vergonya davant de tot el poble. Fot el camp!», i la va fer fora de casa. Aquí la Bilokur va intentar ofegar-se al riu Txumhak. El seu germà ho va veure i la família sencera la van salvar, però els peus se li van malmetre pel fred, i en va tenir uns dolors aguts per sempre més. Finalment, després d'aquest intent, el pare, renegant i a contracor, va permetre que la Katerina dibuixés i fins i tot li van destinar una petita cambra a la casa com a taller. Li va dir: «Au, va, endavant amb la teva maleïda pintura! No m'escoltaràs i estic cansat de hostiar-te!» La mare era de la mateixa opinió.
Els anys 1930, durant el Holodomor i la col·lectivització forçosa, els Bilokur es van convertir en agricultors col·lectius, és a dir, en pagesos d'una kolhosp (cooperativa agrària col·lectiva).

### Trajectòria artística
A la primavera del 1940, Bilokur va sentir la cançó «Que no era jo un aliguer al prat?...» («Чи я в лузі не калина була»), interpretada per la famosa cantant d'òpera, la soprano Oksana Petrussenko, a la ràdio a casa d'una amiga i va escriure una carta a la cantant, adreçant-la simplement «A Oksana Petrussenko, Teatre Acadèmic, Kíiv», que tot i així, va arribar a bon port. Havia adjuntat a la carta una pintura seva d'un aliguer sobre un retall de tela. L'obra va impressionar a la Petrussenko i després de consultar amb uns amics — el pintor Vassyl Kasian i el poeta Pavlò Titxina — va contactar amb el Centre d'Art Popular. A partir d'aquí, des de Poltava, la capital de la província, van donar l'ordre de cercar a la Katerina Bilokur i esbrinar sobre les seves obres.
El poble de Bohdànivka va rebre la visita d'en Volodímir Khitkó, un mestre de talla en fusta, que en aquell moment dirigia el consell artístic i metodològic de la Casa Regional d'Art Popular de Poltava. Es va emportar diverses pintures de la Bilokur cap a Poltava per mostrar a l'artista Matvíi Dontsov. El resultat fou que el 1940, es va inaugurar una exposició individual a la Casa Regional d'Art Popular d'una tal artista autodidacta de Bohdànivka, que en aquell moment només tenia 11 pintures per mostrar. Aquella exposició després va viatjar a Kíiv. Malauradament, tots aquests quadres de l'exposició van ser destruits durant la Segona Guerra Mundial.
L'exposició va tenir un gran èxit entre el públic i els crítics. L'artista va anar a Kíiv «per veure quadres reals de veritables mestres» i va ser premiada amb un viatge a Moscou. Acompanyada per Volodímir Khitkó, va visitar la Galeria Tretiakov i el Museu Puixkin. Després d'aquests viatges, va crear una sèrie de composicions exuberants impregnades d'amor per la seva terra natal i la seva gent.
Va ser ràpidament reconeguda com a artista popular, i els líders del Partit Comunista trobaven que captava el "realisme social", però el treball de la Bilokur destacava per un esperit que preservava la identitat del camp ucraïnès. Bilokour signava les seves pintures amb la inscripció: «Ho ha pintat la Katerina Bilokur del natural» però les autoritats soviètiques, en publicacions de l'estat, presentaven les seves pintures només com a «les obres d'una treballadora d'una cooperativa agrícola col·lectivitzada del poble de Bohdànivka» sense indicar el seu nom.
Durant l'ocupació Nazi d'Ucraïna (del 1941 a 1944) a la Segona Guerra Mundial, gairebé no va poder pintar.
El 1944, el director del Museu Nacional d'Arts Decoratives d'Ucraïna, en Vassyl Nahai, va visitar el poble per comprar-li obres a la Bilokur. És per això que aquest museu té la millor col·lecció d'obres d'aquesta artista. El 1947, li van oferir l'oportunitat de pintar el retrat de l'Stalin, però s'hi va escapolir.
El 1949, va accedir a la Unió d'Artistes d'Ucraïna.
El 1951, va ser guardonada amb l'Orde de la Insígnia d'Honor i va rebre el títol de «Treballadora Honorífica d'Art de la RSS d'Ucraïna».
El 1956 va rebre el títol d'Artista del Poble d'Ucraïna (Народний художник України).
A partir d'aquí, la Bilokur exposava regularment a Poltava, Kíiv, Moscou i altres ciutats d'arreu. Mai, però, no li van concedir el passaport intern, sense el qual no es podia viatjar a cap lloc de la URSS sense permisos específics, és a dir, no es podia sortir del poble. En diverses ocasions, els seus amics sol·licitaren als líders del Partit Comunista que la permetessin traslladar-se a Kíiv, però aquestes peticions sempre foren denegades, una vegada amb la frase: «Mentre viu a Bohdànivka, serà la Bilokur. Si la portem a Kíiv, ja no hi haurà Bilokur». És a dir, el règim soviètic la volia camperola en un poble perdut.
Tres pintures de la Bilokur — «Espiga reina» (Цар-Колос, Tsar-kolos, oli sobre tela, 1949, obra perduda), «Bedollet» (Берізка, Berizka, 1934, obra perduda) i «Camp de Kolhosp» (Колгоспне поле, Kolhospne pole) van ser inclosos en una mostra d'art soviètic a una exposició internacional a París (1954).
A la Unió Soviètica, es va popularitzar la notícia o creença que en Picasso havia lloat les seves obres i les havia comparat amb una altra representant del primitivisme — la Séraphine de Senlis.
La Bilokur va forjar nombroses amistats, principalment amb artistes, poetes i crítics d'art, entre els quals trobà comprensió i respecte. A més de trobades, mantingué una prolífica correspondència des de Bohdànivka. Entre els seus destinataris hi havia el poeta Pavlò Titxina i la seva dona Lídia Paparuk, el crític d'art Stefan Taranúixenko, el director del Museu d'Art Decoratiu Popular d'Ucraïna, Vassyl Nahai, i els artistes Olena Kultxytska, Matvíi Dontsov i Emma Huròvitx, entre d'altres. A Bohdànivka, la Bilokur començà a fer cursos d'art. Entre els seus estudiants hi havia l'Olha Bintxuk, la Tamara Hanja i la Hanna Samarska.

### Darrers anys i mort

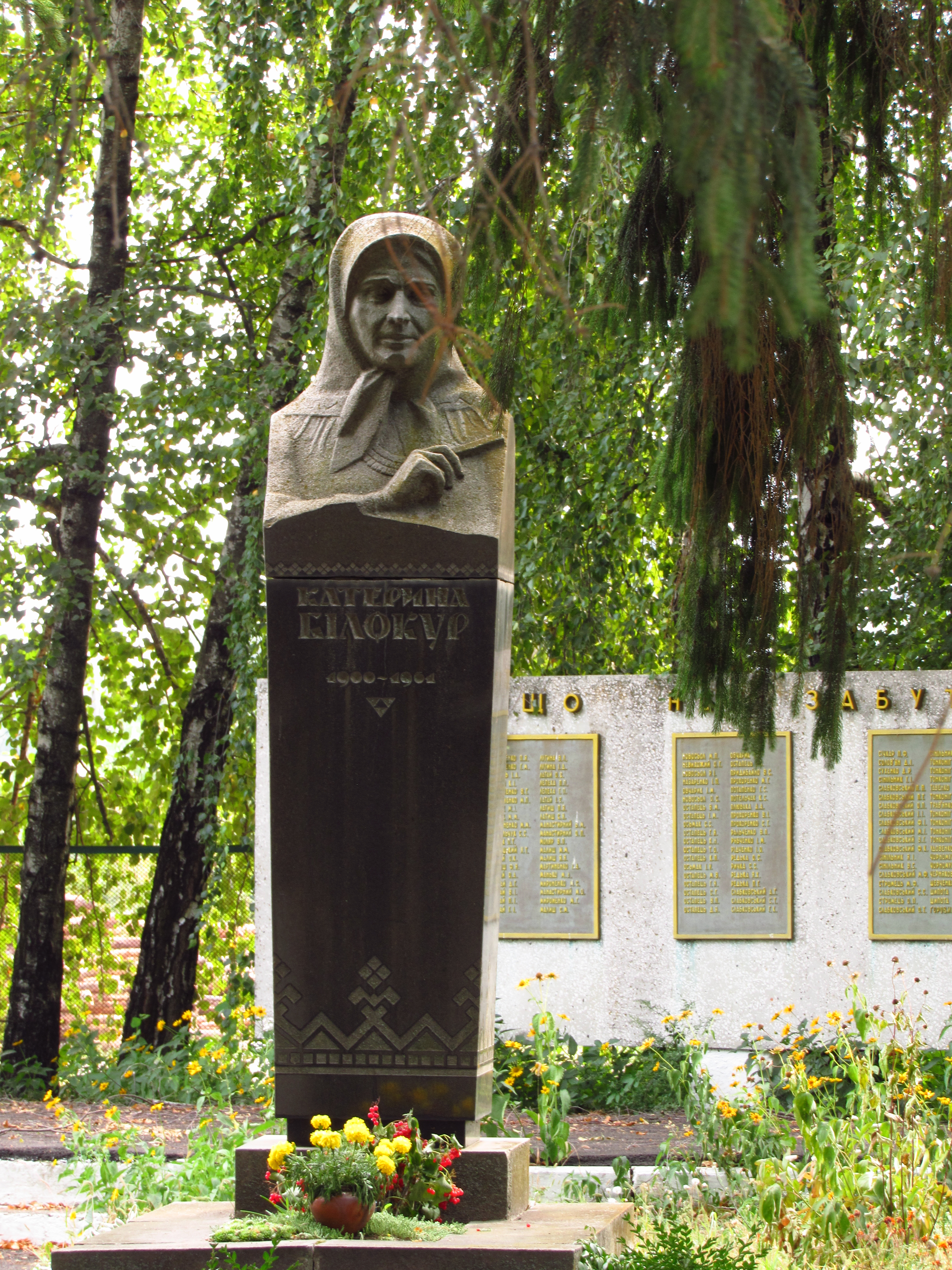
Tomba de la Katerina Bilokur al poble de Bohdànivka (escultura d'Ivan Hontxar).

El 1948, mor el seu pare. La Katerina viu amb la seva mare malalta durant un temps, i més tard el seu germà Hrihorii s'hi trasllada amb la seva dona i els 5 fills. Comença un període d'inacabables baralles entre la mare i la nora. Mentrestant, la Katerina havia de tenir cura de tots, i només trobava cert respir en els moments en què podia tancar-se al seu petit taller per pintar.
A la primavera de 1961, al dolor a les cames, s'hi va afegir un fort dolor a l'estómac. Els remeis casolans no ajudaven, i la farmàcia de Bohdànivka no tenia els medicaments necessaris.
A principis de juny de 1961, la mare de l'artista va morir als 94 anys. Aquell mateix any, la Katerina Bilokur va ser traslladada a l'hospital del districte de Iahotín. El 10 de juny, li fan una intervenció no reeixida. L'artista traspassà el mateix dia.
Està enterrada al seu poble de Bohdànivka. L'autor de l'escultura de la tomba fou l'Ivan Hontxar.

### Reconeixement i influència
Quan la Katerina Bilokur va rebre el títol d'artista popular d'Ucraïna, convidats de Kíiv van començar a visitar Bohdànivka, un poble abans deixat de la mà de Déu, com deia la mateixa artista, i ara se la recorda al costat de famosos primitivistes com ara n'Henri Rousseau, l'Ivan Generalić i el seu fill Josip, la Maria Primatxenko, en Niko Pirosmanixvili i la Hanna Sobatxko-Xostak.
La Bilokur va aconseguir assolir el cim de l'èxit i va glorificar l'art ucraïnès arreu del món. Va haver de suportar la condemna i la incomprensió dels seus conciutadans, que veien el seu dibuix com un intent d'evadir les tasques domèstiques i agrícoles. Es va trobar amb les prohibicions i els malentesos dels seus pares, que van rebutjar el seu talent. I tanmateix, després d'haver superat els obstacles tan difícils de la vida rural, va descobrir per ella mateixa, pas a pas, els secrets de la pintura. A falta de recursos per comprar pintures i pinzells, els va fer ella mateixa amb plantes i cerres. No gaudint de cap educació artística especial, ni accés a llibres, va aprendre de la natura.

## Estil creatiu i tècniques artístiques

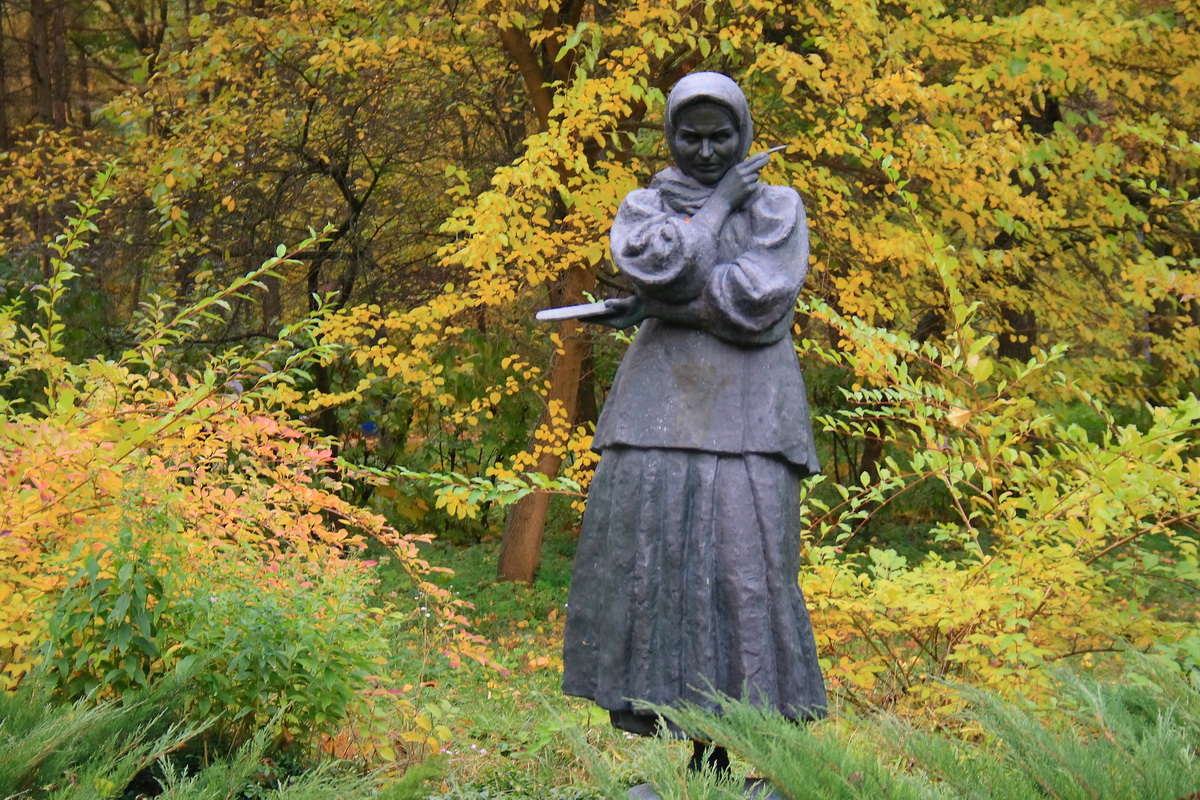
Monument a Kateryna Bilokur a la ciutat de Iahotín

La Katerina Bilokur feia els seus propis pinzells amb pèl de vaca, pèl de gat, branquetes de cirerer i llaunes de conserva. Eren tan primes que semblaven agulles. Aquí, la seqüència de treball de l'artista és similar a la de les brodadores de tovalloles ucraïneses, que broden cada flor, una per una, flor rere flor.
Pintava només flors vives, mai arrencant-ne cap. L'artista pintava del natural, a cel obert, i podia caminar kilòmetres per trobar la flor que cercava. Considerava que:
| «                   | «Les flors, com les persones, son vives, tenen una ànima! Una flor collida ja no és una flor.» | » |
| — Katerina Bilokur, |                                                                                                |   |

La pintura de la Bilokur és un «brodat» en pintures a l'oli sobre tela. El brodat popular corona tot el procés de producció de teixits, com si revelés la propietat, la idea interna de la tela. Bilokur escriu a la seva autobiografia que «enfeltrava, cardava, filava, teixia, cosia», «blanquejava» i creava «bells brodats». Segons l'artista, el llenç és principalment una cosa que es pot brodar, fins i tot si està pintada amb oli. La seva pintura a l'oli corona i revela la idea del llenç de la mateixa manera que el brodat ucraïnès. Un artista de cavallet professional no coneix aquesta actitud envers el llenç. Per a aquest artista, un llenç és simplement un suport pictòric al costat de qualsevol altre suport pictòric que li convingui per a la realització de les seves idees.
El fons de gairebé totes les pintures a l'oli de la Katerina Bilokur és simple, fet en un color pur, sovint blau o blau cel. Ni tan sols pintava un fons, sinó que més aviat pintava el llenç en un color i després hi pintava les flors a sobre.

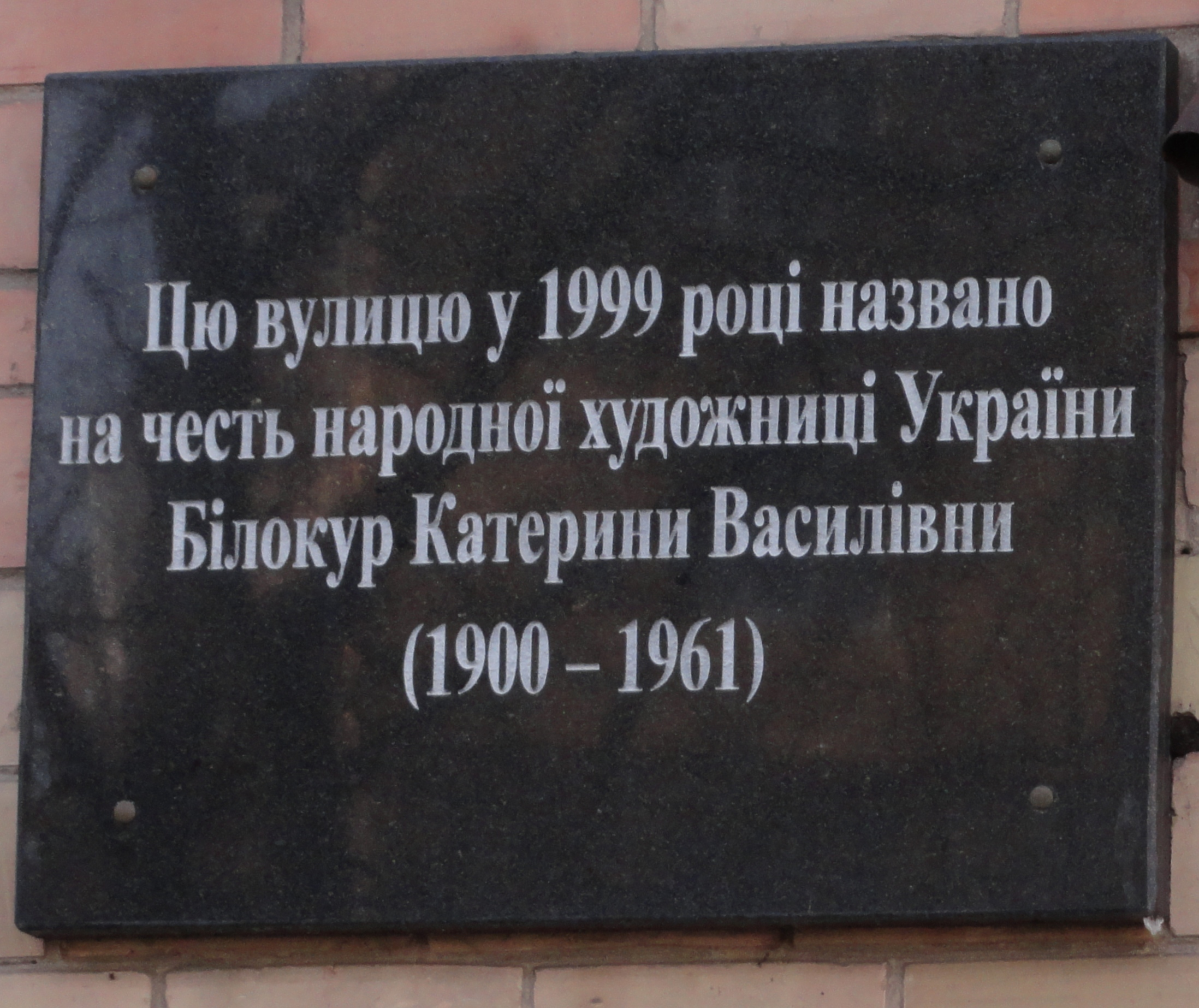
Placa commemorativa al carrer de Katerina Bolikur a Kíiv.

La Bilokur utilitzava un mètode poc convencional per fixar la tela al bastidor. Normalment, es fa un bastidor individual per a cada llenç, i el llenç s'hi fixa d'una vegada per totes. Però per a l'artista, fer bastidors era massa car i complicat, de manera que el bastidor de la Bilokur feia la mateixa funció que un cèrcol de brodar. L'artista popular, contràriament a la norma, fixava la tela al bastidor amb cordill, i quan acabava l'obra, treia el llenç pintat i en fixava una de nova al bastidor. Això és exactament el que fa una brodadora quan treu el brodat del cèrcol.
La Bilokur pintava principalment flors. Sovint combinava escenes de primavera i tardor en una sola pintura. Això volia dir aquestes pintures es treballaven des de la primavera fins a la tardor. A més de flors, la Katerina Bilokur pintava paisatges i retrats.
Cada flor, branqueta i baia del món vegetal de l'artista està dibuixada amb amor i cura, ressaltada i envoltada d'una vora lleugera. En les composicions de l'artista, no hi ha una única font de llum. Els diferents elements s'il·luminen de manera diferent. En el món vegetal de la Katerina Bilokur, cada detall està ben diferenciat, fins i tot els nervis dels pètals estan dibuixats i, malgrat la multitud d'objectes — flors, fullam, fruites — la composició en el seu conjunt es manté molt bé; la pintura deixa la impressió d'un món complet i tancat en si mateix. A més, no es perd ni un sol detall, sinó que guanya al mostrar-se. En moltes de les seves pintures, les flors irradien llum.
Els colors preferits de la Bilokur eren el vermell de cinabri clar i fosc, el blau de cobalt fosc, el blau d'ultramar, el vermell de cadmi i la laca de garança rosa fosc. Les pintures més reeixides i nombroses estan pintades sobre un fons blau. Al principi, l'artista pintava amb pigments casolans fets d'aliguer (Viburnum opulus), saüc i ceba. Més tard, va canviar-los per la tela imprimada i les pintures a l'oli professionals. Se servia de l'oli de llinosa com a diluent.
En la pintura a l'oli de la Bilokur, hi ha una connexió innata entre l'objecte, el mètode de representació, el suport i les pintures. El descobriment d'aquestes connexions situa els orígens de l'obra de l'artista en els brodats i teixits ucraïnesos, una tradició popular que es remunta a temps molt arcaics.

## Galeria d'imatges
- Foto de la Bilokur enmarcada d'una tovallola brodada tradicional i ritual a la casa museu de Bohdànivka.
- Segell d'Ucraïna del 2015 amb un detall de l'obra «Flors darrera la tanca» (Квіти за тином, 1935).
- Segells ucraïnesos del 1998 amb dues pintures florals de la Bilokur, i un autoretrat de 1950.
- Segell ucraïnès de l'any 2000 en honor a l'artista.
- Moneda commemorativa ucraïnesa de 2 hriven del 2000.
- Casa museu de Katerina Bilokur a Bohdànivka.
- Monument a Katerina Bilokur a la casa museu del poble de Bohdànivka, al districte de Boríspil, óblast de Kíiv.
- Monument a la Bilokur a la casa-museu de Bohdànivka, vista des del jardí.
- Bust de la Bilokur d'I. H. Medsestrà (talla en fusta del 1950).
- Monument a la Bilokur a la ciutat de Iahotín.
- Carrer de Katerina Bilokur a Kíiv el 2011.

## Premis i honors
- 1949: Esdevé membre de la Unió d'Artistes d'Ucraïna.[8][20]
- 1951: És guardonada amb l'Orde de la Insígnia d'Honor i rep el títol de «Treballadora Honorífica d'Art de la RSS d'Ucraïna» (és a dir, «Artista Honorífica de la RSS d'Ucraïna»).[8]
- 1956: Rep el títol d'Artista del Poble d'Ucraïna (Народний художник України), altrament dit Artista Popular de la RSS d'Ucraïna.[21][8]

## Commemoracions i homenatges
- 1998: Emissió d'un bloc de tres segells: «Flors a la boira», de 30 copecs; «Ram de flors», de 50 copecs; i al centre, una vinyeta sense valor nominal amb l'autoretrat de l'artista.
- 2000: Amb motiu del seu 100è aniversari, es va encunyar una moneda oficial de 2 hrívnies d'Ucraïna en el seu honor.[30]
- 2000: Emissió d'un altre segell commemoratiu.
- 2000 i 2004: La Verkhovna Rada o Parlament d'Ucraïna va confirmar la continuació del Premi Katerina Bilokur per a obres destacades d'art popular tradicional amb l'objectiu d'estimular el desenvolupament de l'art popular ucraïnès, i es va aprovar el reglament del premi.[31][32]
- 2012: Des del juny del 2012, se celebra el festival anual interregional d'art popular «Cançó de Katerina» al poble de Bohdànivka, dedicat a la memòria de l'artista.[33]
- 2016: «Indestructible»: Com a part de la commemoració del 83è aniversari del Holodomor a Ucraïna, l'Institut Ucraïnès de la Memòria Nacional va incloure el seu nom al projecte «Indestructibles» («Незламні», Nezlamni), com a senyal de reconeixement a nivell estatal de 15 persones destacades que van sobreviure el genocidi per fam artificial del 1932-1933 i van poder realitzar-se.[34][35]
- 2020: El 7 de desembre, Google va celebrar el seu 120è aniversari amb un Google Doodle.[36]
- 2024: Un cràter del planeta Mercuri va ser batejat en el seu honor.[37]
- Diversos carrers d'Ucraïna porten el nom de l'artista, com ara el que es troba a Kíiv.
- La "barraca" o secció núm. 58 de les Escoltes de Ternòpil porta el nom de l'artista. Les noies de la Kateryna Bilokur intenten familiaritzar la societat contemporània amb el treball de la gran artista.[38]

## Museu, obres i llegat
El 1977 es va crear la Casa-Museu de Kateryna Bilokur a la casa familiar del poble de Bohdànivka.
En canvi, les seves obres es troben en diversos museus d'art, en particular al Museu Nacional d'Arts Decoratives d'Ucraïna a Kíiv, on se li dediquen una sala sencera.
El 1989 es va establir el «Premi Katerina Bilokur per a obres destacades d'art popular tradicional» a través d'una resolució de la RSS d'Ucraïna, amb l'objectiu d'estimular el desenvolupament de l'art popular ucraïnès. A la Ucraïna independent, el 2000 i el 2004 es va confirmar el premi i es va aprovar el reglament del premi Katerina Bilokur per a obres destacades d'art popular tradicional

## Escrits de l'artista
- «Al poble de Bohdànivtsi, districte de Xramkivskyi, terra de Txerkassi» [«В селі Богданівці Шрамківського району на Черкаській землі»], 1954. Relat llarg o novel·la curta, publicat per primera vegada el 1998. Reproduit a: 
  - Kateryna Bilokur. Pintura i prosa [Катерина Білокур. Живопис і проза]. Epíleg: Lídia Demtxenko, Olha Xapoval [Післямова: Лідія Демченко, Ольга Шаповал]. Disseny i maquetació: Iryna Passitxnyk [Дизайн та верстка: Ірина Пасічник]. Editorial Rodovyd, Kíiv [видавництво Родовід, Київ], 2009, 2016. ISBN 978-966-7845-60-5[42]

Uns reculls epistolars van anar sortint com a resultat d'uns 30 anys de recerca de part d'en Mikola Kaharlitskyi [Микола Кагарлицкий]. La primera tanda fou publicada el 1982. Aquest fou el primer recull seriós, tot i que l'investigador havia publicat algunes lletres de manera solta en diferents revistes els anys 1970 també. Aquesta publicació va fer sensació en els cercles literaris:
- «Kateryna Bilokur. Lletres» [«Катерина Білокур. Листи»], pròleg de Mikola Kaharlitskyi. Вітчизна [Vittxizna, Pàtria], núm. 3, 1982, pàg. 18 – 47.
- «Com es pot ajudar a una persona? De les cartes inèdites de K. Bilokur» [«Чим небіть допомогти людині. З недруковані листів К.Білокур»], epíleg de Mikola Kaharlitskyi. Вітчизна [Vittxizna, Pàtria], núm. 12, 1984, pàg. 19-56.
- «Mireu, igual com a la mare natura. Lletres de Kateryna Bilokur» [«А ти дивись, як у матері-природи»: листи К.Білокур»], a cura de Mikola Kaharlitskyi, Вітчизна [Vittxizna, Pàtria], núm. 1, 1986, pàg. 194-199.

## Bilokur en l’art i la cultura
La Katerina Bilokur apareix com a tema o inspiració de diverses obres, com ara composicions musicals, ballets, obres de teatre, pel·lícules de ficció i documentals, retrats en pintura, i literatura (biografia novel·lada, obres de història i crítica d'art).

### Musica
Obres de la compositora Lèssia Dytxkó (Леся Дичко):
- 1983 — «Katerina Bilokur, o La inspiració» (1983, ballet en un sol acte basat en l’obra de l’artista);
- 1986 — «Frescs inspirats en les pintures de la Katerina Bilokur» en 2 quaderns per a violí i orgue;
- Pels volts del 2014, 2015 o 2016, es va fer una producció del ballet de la Dytxkó, «Katerina Bilokur» (Filharmònica Nacional d'Ucraïna, Universitat Nacional I. K. Karpenko-Kary de Teatre, Cinema i Televisió de Kíiv, posada en escena d’Al·la Rubina).[21][50]

### Teatre
- 2009 - «Dues flors d’indi», d’Oleksandr Bilozub. L'any 2009, el director i escenògraf Oleksandr Bilozub va crear l'obra «Dues flors d’anyil», els personatges principals de la qual eren les artistes Kateryna Bilokur i Frida Kahlo. Bilokur va ser interpretada per Olena Fessunenko. L'estrena de l'obra va tenir lloc el 30 d'abril de 2009 al Teatre Dramàtic Nacional Ivan Frankó de Kíiv.[51]

### Cinema
S'han fet programes de televisió, llargmetratges i documentals sobre la vida i l'obra de l'artista ucraïnesa de fama mundial, com ara:
- 1972: Katerina Bilokur [«Катерина Білокур»] (1972, pel·lícula documental, directora: Lidia Ostrovska-Kordium [Лідія Островська-Кордюм])
- 1990: L’exuberant [«Буйна», Buina] (1990, llargmetratge de televisió de 2 parts -uns 69 minuts- basat en el guió de Valentina Lebédeva [Валентина Лебедева], Ukrtelefilm, director: Víktor Vassylenko [Віктор Василенко]; en el paper de l'artista: Raissa Nedaixkivska [Раїса Недашківська])
- 2001: Katerina Bilokur. Missatge [«Катерина Білокур. Послання»] (2001, pel·lícula documental de 52 minuts, estudi "Kinematohrafist", guionista i directora: Olha Samolevska [Ольга Самолевська].[52][53]
- 2010: Katerina Bilokur. Confessió [«Катерина Білокур. Сповідь»] (curtmetratge poètic de 10 minuts i escaig, amb lectura de fons dels seus escrits, com a part d'un programa de televisió per a Glas Televisió i Ràdio).[54][55]
- 2017: Nit al museu: Katerina Bilokur. Documental de 45 minuts d'un programa de televisió d'UATV, 17 de febrer de 2017, en línia en tres parts.[56]
- etc.

### Arts visuals
Pintura
A part dels seus diversos autoretrats, alguns dels artistes que l'han retratat son:
- Stepan Andríiovitx Kiritxenko [Степан Андрійович Кириченко]: retrat del 1962 (pintura).[46][57]
- Volodímir Sleptxenko: Katerina Bilokur, retrat a l'oli, de la sèrie «Elegits pel temps» [Володимир Слєпченко: «Катерина Білокур». Із серії «Обрані часом»].[58]
- Oleh Xupliak [Олег Шупляк]: retrat a l'oli de Katerina Bilokur (2015).[58][59]
- etc.

Escultura
Algunes de les escultures dedicades a l'autora son:
- 1961: Bust sobre la tomba, de l'Ivan Hontxar (Іван Макарович Гончар, Іван Гончар)[60][46]
- 1972: Escultura de la Halina Kaltxenko (Галина Никифорівна Кальченко),[46][61] probablement la que hi ha al Parc regional Rozumovskyi de la ciutat de Iahotyn.
- 1986: Escultura al jardí de la casa-museu a poble natal de l'artista, del seu nebot, Ivan Bilokur (Іван Григорович Білокур)[62][46]
- etc.

### En la literatura
Apart de la literatura tècnica, s'ha escrit narrativa i assaig sobre l'artista.

#### Assaig
- Assajos sobre ella i les seves lletres de Mikola Bajan [Микола Бажан] i Oles Hontxar [Олесь Гончар].[46]
- Bajan, Mikola: «Cartes sobre el poder de la creativitat». Bajan, Mikola P. Obres en 4 volums, Volum 3. Kíiv: Naukova Dumka, 1985, p. 404–411. [Бажан Микола. «Листи про могуття творчості». Бажан М. П. Твори у 4 томах. Том 3. Київ: Наукова думка, 1985. С. 404–411].[43]
- Mikola Kaharlitskyi [Микола Кагарлицкий]: Kateryna Bilokur. Seré un artista! Història documental a les cartes de l'artista, les investigacions de M. Kaharlytsky. Kíiv: Spalakh LTD, 1995, 368 pàgines. [«Катерина Білокур. Я буду художником!», Документальна оповідь у листах художниці, розвідках М. Кагарлицького. Київ: Спалах ЛТД, 1995. 368 с].[43]
- Mikola Kaharlitskyi [Микола Кагарлицкий]: Lletres, com una estrella il·luminada. Història documental a les cartes de l'artista, les investigacions de l'autor. Kíiv: Varta, 2007, Osvita Ukraïnu, 2019, 462 pàgines. [Кагарлицький М. Листами, мов зорею засвітилася. Документальна оповідь у листах художниці, розвідках автора. Київ : Варта, 2007. 462 с]. ISBN 6177777465, ISBN 9786177777464.[43]
- etc.

#### Narrativa
- Mikhailo Txabanivskyi (cognom real Tsyba): La ventisca rosa [Михайло Іванович Чабанівський / Циба: «Рожева заметіль»]. Novel·la curta o relat.[46]
- Volodímir Iavorivskyi: Autoretrat de la imaginació [Володимир Олександрович Яворівський: «Автопортрет з уяви»], Editorial Bright Books [Брайт Букс], 1980, 2018 ISBN 9786177418657 Novel·la.[46]
- Olena Volinska: Et sento. Els destins entrellaçats de Katerina Bilokur i Oksana Petrussenko [Олена Волинська: «Я чую тебе. Сплетіння доль Катерини Білокур та Оксани Петрусенко»], Editorial Vikhola [Віхола], 2024, ISBN 9786178257873. Novel·la sobre la pintora i la cantant d'òpera que la va descobrir.[48]
- etc.